# Fraxinus reflexiflora
Fraxinus reflexiflora — вид квіткових рослин з родини маслинових (Oleaceae).

## Опис
Це кущ чи невелике дерево, молоде зірчасто-запушене. Листя: листочків 9–13, рідше 3–7, ланцетні, яйцювато-еліптичні чи еліптичні, 1–2 см завдовжки, 0.5–1 см завширшки, верхівка загострена. Супліддя волотисті, до 3.5 см завдовжки.

## Поширення
Зростає в Північній Америці: Мексика (Дуранго).
Деталі місця проживання невідомі.

## Використання
Для цього таксону немає інформації про використання чи торгівлю.